# Stazione di Biot
La stazione di Biot è una fermata ferroviaria della linea Marsiglia-Ventimiglia a servizio di Antibes situato nel dipartimento delle Alpi Marittime, regione Provenza-Alpi-Costa Azzurra.

## Strutture e impianti
La fermata ha tre binari per servizio viaggiatori.

## Movimento
È servita dal TER PACA (Treno regionale della PACA)